# Oldenburg in Holstein
Oldenburg in Holstein è una città di 9 881 abitanti abitanti dello Schleswig-Holstein, in Germania.
Appartiene al circondario dell'Holstein Orientale (targa OH) ed è indipendente delle comunità amministrative (Amt). Si trova nella regione denominata Svizzera dell'Holstein.

## Storia
Città principale della regione della Wagria, era governata dagli slavi Wagri, facenti parte della stirpe degli Obodriti, arrivati da est circa nel 700 dell'era comune. Era chiamata Starigard, o "Antico Castello". Nella metà del X secolo fu sede di una diocesi fondata da Ottone I di Sassonia che venne poi spostata a Lubecca nel 1160 da Enrico il Leone.